# Lawana adscendens
Lawana adscendens är en insektsart som först beskrevs av Fabricius 1803.  Lawana adscendens ingår i släktet Lawana och familjen Flatidae. Inga underarter finns listade i Catalogue of Life.